# Aftonbladet (Göteborg)
Aftonbladet var en dagstidning i Göteborg, utgiven åren 1811–1833. Det var handelsbokhållaren och assessorn Georg Löwegren (1776–1833), som den 16 mars 1811 fick utgivningsbevis för tidningen Aftonbladet.
Det första numret kom ut den 16 september 1811. Tidningen gavs ut tre gånger i veckan, måndagar, torsdagar och lördagar eller också tisdagar, fredagar och lördagar. Under åren 1816–1821 kom tidningen ut fyra gånger i veckan, måndagar, onsdagar, torsdagar och lördagar, för att 1822–1832 åter bli en varannandagstidning. Tidningen trycktes under åren 1811–1831 med frakturstil och därefter med antikva, och kostade år 1811 1 riksdaler riksgälds, år 1821 6 riksdaler riksgälds och 1825–1832 6 riksdaler 24 skilling riksgälds.
Georg Löwegren gav också ut tidningen Götheborgs-Posten, åren 1813–1832. I slutet av 1818 tillkännager Löwegren att han jämte Aftonbladet ska ge ut en tidning med titeln: Götheborgs Adresskontors-Tidning, som han redan den 24 november 1813 fick utgivningsbevis för. Denna skulle utgöra halva Aftonbladet och utkomma måndag onsdag och lördag på kvällen, samt publiceras under egen titel i enkelt blad. Priset för båda tillsammans var 4 riksdaler banko =, det vill säga 6 riksdaler riksmynt
Götheborgs Adresskontors-Tidning hade börjat ges ut den 4 januari 1819 och upphörde 27 december 1823. Innehavaren av utgivningsbeviset för Adresskontor G. M. Gillberg anmälde den 11 juni 1817, att han ämnade fortsätta de av assessor G. Löwegren förut utgivna tidningarna Aftonbladet (Göteborg) och Götheborgs-Posten, för vilka han samma dag erhöll utgivningsbevis. Sedermera kungliga bibliotekarien Johan Erik Rydqvist var 1819-1824 medarbetare i Aftonbladet. 
3 december 1832  anmälde ombudet, att med årets slut kommer tidningen Aftonbladet att upphöra, vilket  tillkännagavs i ett extranummer 2 januari 1833, med tillägget att den skulle fortsättas av Götheborgs Stads Tidning och Dagliga Annonceblad .